# Tianjin
Tianjin (Chinees: 天津; pinyin: Tiānjīn), vroeger Tientsin, is een van de vijf nationale stadsprovincies in de Volksrepubliek China. Tianjin grenst aan de provincies Hebei en Peking, in het oosten grenst ze aan de Bohaizee in de Gele Zee. Tianjin staat als havenstad in de top 10 van de wereld. De gehele stadsprovincie telt 13,9 miljoen inwoners, hiervan wonen er 11,1 miljoen in de daadwerkelijke stad zelf. Tianjin is een centrum van spitstechnologie en financiën. Al in de 19e eeuw is Tianjin een belangrijke haven en is het daardoor de toegangspoort naar de hoofdstad Peking.

## Geschiedenis
De stad was tijdens de Tang-dynastie een belangrijk handelscentrum waar huiden en goud verhandeld werden. Daarna was Tianjin tot de opening van de haven voor het westen in 1858 een garnizoensstad. Tijdens de Bokseropstand in 1900 liep ze zware schade op en werd daarna in westerse stijl herbouwd. De kathedraal van Tianjin werd in 1916 door Franse katholieken gebouwd toen bisschop Paul-Marie Dumond C.M. er apostolisch vicaris was. De kathedraal werd in 1980 gerestaureerd.
In 1924 werd Puyi, de laatste keizer van China, door Feng Yuxiang naar Tianjin verdreven.
In 1984 werd Tianjin aangewezen als "Open Stad" en daarmee opengesteld voor buitenlandse investeringen. Om aan de grote vraag van de snelgroeiende Chinese luchtvaartmarkt te voldoen, zette de vliegtuigconstructeur Airbus in 2007 in Tianjin een eindassemblagelijn voor hun vliegtuigen op, die vier A320's per maand kan produceren.
Op 12 augustus 2015 was er een enorme explosie op het haventerrein van Tianjin met ten minste 173 doden als gevolg.

## Klimaat
| Maand                  | jan  | feb  | mrt  | apr  | mei  | jun  | jul  | aug  | sep  | okt  | nov  | dec  | Jaar |
| ---------------------- | ---- | ---- | ---- | ---- | ---- | ---- | ---- | ---- | ---- | ---- | ---- | ---- | ---- |
| Gemiddeld maximum (°C) | 2,0  | 5,7  | 12,2 | 20,9 | 26,5 | 30,2 | 31,3 | 30,5 | 26,6 | 19,9 | 10,6 | 3,8  | 18,3 |
| Gemiddeld minimum (°C) | −7,4 | −4,4 | 1,7  | 9,3  | 15,1 | 20,0 | 22,9 | 22,2 | 16,7 | 9,4  | 1,1  | −5,0 | 8,5  |
|                        |      |      |      |      |      |      |      |      |      |      |      |      |      |
| Neerslag (mm)          | 2    | 4    | 8    | 22   | 37   | 81   | 149  | 124  | 45   | 26   | 11   | 3    | 512  |
| Bron: WeerOpReis.com   |      |      |      |      |      |      |      |      |      |      |      |      |      |

## Concessies
In de 19e eeuw trok de havenstad schepen aan van diverse zeevarende westerse landen. Die gebruikten de aanhouding van een Brits schip door Chinese troepen als excuus om China de oorlog te verklaren. Tegen de goed bewapende kanonneerboten hadden de Chinezen geen kans. Het Verdrag van Tianjin, ondertekend in 1856, gaf de Europeanen het recht om negen concessies te vestigen op het vasteland, vanwaar ze handel konden drijven. Deze concessies, langs de oevers van de rivier Hai, waren zelfstandige Europese "fantasiewerelden": de Fransen bouwden elegante kastelen en torens, terwijl de Duitsers er Beierse villa's bouwden.
De verhouding tussen de plaatselijke bevolking en de buitenlanders verslechterde, toen in 1870 een Chinese bende een Frans weeshuis aanviel. Tijdens de Bokseropstand in 1900 verlaagden de buitenlanders de muren rond de stad zodat ze de bewoners in de gaten konden houden. Na het neerslaan van de opstand vormden tien mogendheden, waaronder China, een voorlopige regering die Tianjin bestuurde tot augustus 1902.

#### Belgische concessie in Tianjin
In 1902 sloten België en het op sterven na dode Chinese Keizerrijk een overeenkomst over een terrein in de stad met een eeuwigdurende concessie. In 1931 gaven de Belgen de Belgische concessie in Tianjin terug aan China.

#### Andere landen met een concessie in de stad
- Oostenrijk-Hongarije: 1900-1917
- Frankrijk: 1861-1946
- Duitse Keizerrijk: 1899-1917
- Verenigd Koninkrijk: 1861-1941
- Italië: 1901-1947
- Japans Keizerrijk: 1895-1945
- Keizerrijk Rusland: 1900-1920
- Verenigde Staten: 1912-1945

## Bestuurlijke indeling

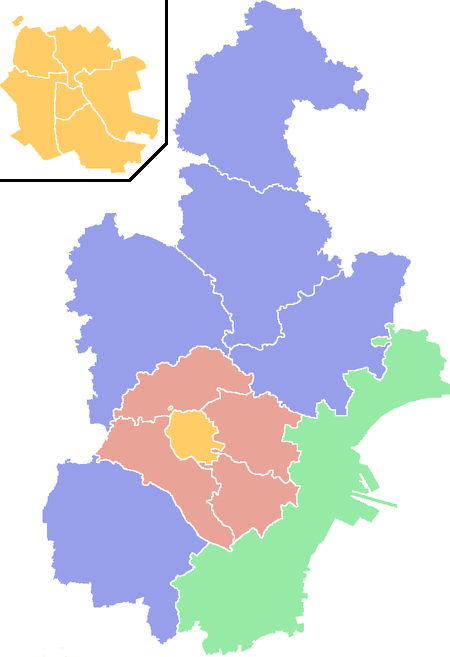
Kaart van Tianjin's subdivisies

Tianjin is onderverdeeld in 16 county-level divisies, inclusief 13 districten en 3 counties.
Stadswijken
- Heping District
- Hedong District
- Hexi District
- Nankai District
- Hebei District
- Hongqiao District
- Binhai New Area

Buitenwijken
- Jinnan District
- Dongli District
- Xiqing District
- Beichen District

Twee landelijke wijken en drie landelijke provincies (counties)
- Baodi District
- Wuqing District
- Ji County
- Jinghai County
- Ninghe County

## Economie
Het bruto binnenlands product (BBP) van Tianjin bereikte 1,12 biljoen yuan in 2011, een stijging van 16,4% ten opzichte van 2010. Tianjin heeft het hoogste BBP per hoofd van de bevolking in China, gevolgd door Shanghai en Peking.
In Tianjin is veel bedrijvigheid op het vlak van internationale scheepvaart, logistiek, moderne productie, onderzoek en ontwikkeling. De meest actieve sectoren van de economie zijn de IT-industrie, auto-industrie, biotechnologie, farmaceutische industrie, de metallurgie en de petrochemische industrie. Het nieuwe kustgebied, bestaande uit Tianjin Port, de Tianjin Economic and Technology Development Area en de Tianjin Free Trade Zone, hebben talrijke internationale bedrijven aangetrokken. De totale investeringen in vaste activa zijn gestegen van ￥62 miljard naar ￥239 miljard in de periode 2001-2007; dat is een stijging van meer dan 300% in 6 jaar tijd.
De overheidsinkomsten van Tianjin zijn de laatste jaren méér dan verdrievoudigd van ￥16 miljard Chinese renminbi in 2001 tot ￥54 miljard in 2007. Deze inkomsten worden vooral geïnvesteerd in infrastructuur en woningbouw.

### Industrie
De industrie was de grootste (54,8%) en de snelst groeiende (18,2%) sector van de economie van Tianjin in 2009. De belangrijkste sectoren zijn petrochemie, textiel, auto-industrie, machinebouw en metaalbewerking. De staalreus Delong Steel Group heeft verschillende staalfabrieken in Tianjin.

### Landbouw en visserij
Ongeveer 40% van de totale oppervlakte wordt voor landbouw gebruikt. Tarwe, rijst en maïs zijn de belangrijkste gewassen. Langs de kust is de visserij in de Bohaizee belangrijk.

### Haven
De haven van Tianjin is de 10e grootste haven van de wereld. In 2022 bedroeg de overslag ruim 550 miljoen ton lading.

### Grondstoffen
In Tianjin is opslagruimte voor meer dan 1 miljoen ton aardolie. Binhai New Area heeft belangrijke olievelden. Changlu Yangqu is een van China's belangrijkste gebieden voor zoutwinning. Mangaan en borium werden in dit deel van China voor het eerst ontgonnen.

## Wetenschappelijke en educatieve instellingen
Er zijn verschillende wetenschappelijke en educatieve instellingen, waaronder de Nankai-Universiteit (1919), de Tianjin-Universiteit (1895), instituten voor hematologie en geologie en de Tianjinbibliotheek (1907).

## Kunst en cultuur

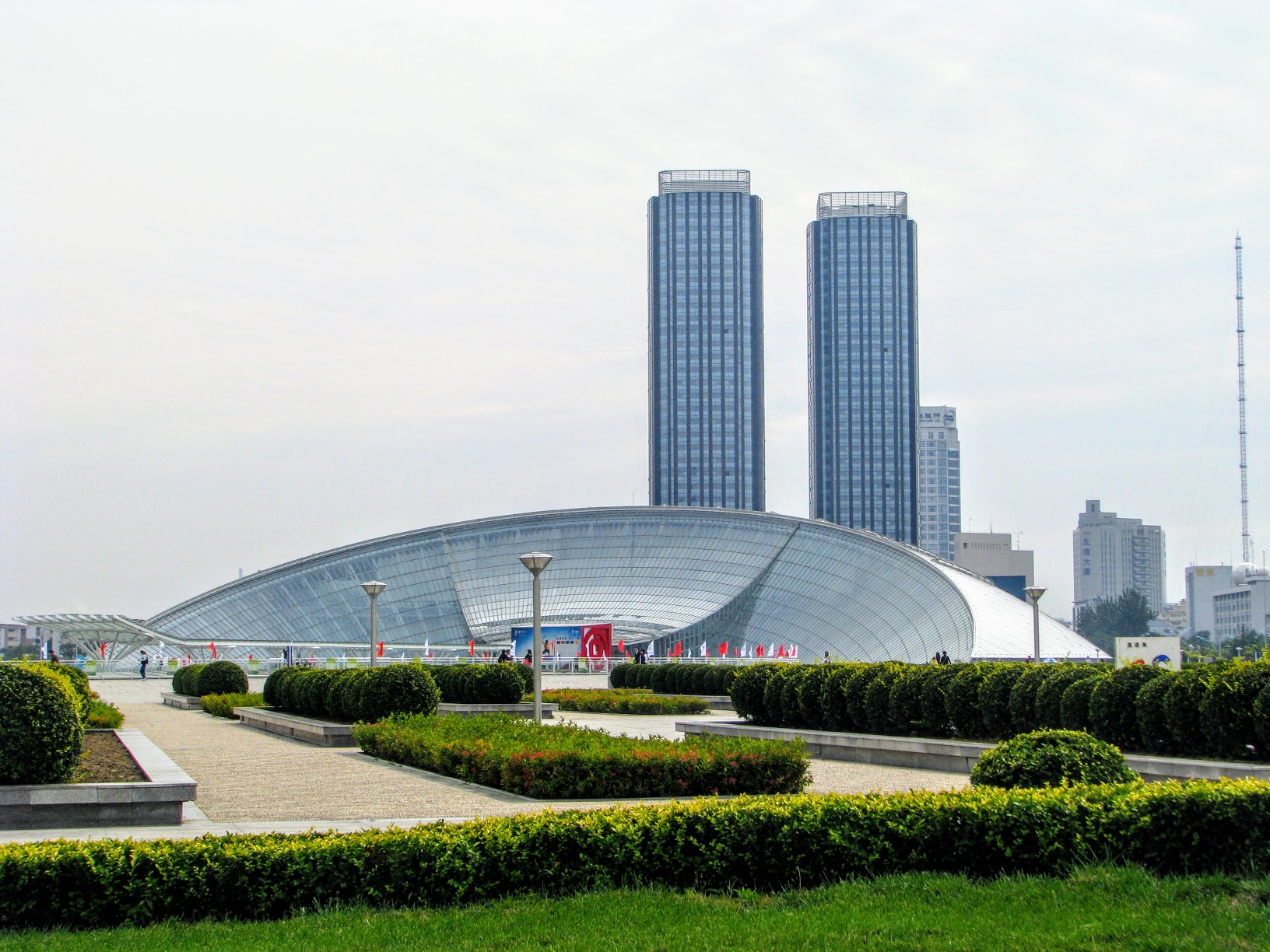
Het Tianjin museum en nabijgelegen Yinhe-park

Het Tianjinmuseum is het grootste en meest bezochte museum van Tianjin. Het museum, gelegen in het district Hexi, bevat een grote collectie traditionele kunstobjecten en geeft een beeld van de levende tradities en culturele geschiedenis van de stad.

## Sport
Tianjin is de thuisstad van voetbalploeg Tianjin Quanjian, die uitkomt in de China Super League. De thuismatchen worden gespeeld in het Haihe Educational Football Stadium, dat plaats biedt aan 30.000 toeschouwers. Een bekende speler van de ploeg was de  Belgische voetballer Axel Witsel.

## Openbaar vervoer
Tianjin beschikt over een metrosysteem, de metro van Tianjin. Het systeem bestaat uit vier lijnen, maar er zijn verschillende lijnen in aanbouw, of zijn gepland.
Op 13 km ten oosten van de stad bevindt zich de internationale luchthaven Tianjin Binhai.

## Stedenbanden
- Kobe (Japan)
- Philadelphia (Verenigde Staten)
- Fitchburg (Verenigde Staten)
- Mobile (Verenigde Staten)
- Greenville (Verenigde Staten)
- Rishon LeZion (Israël)
- Melbourne (Australië)
- Yokkaichi (Japan)
- Sarajevo (Bosnië en Herzegovina)
- Nord-Pas-de-Calais (Frankrijk)
- Milaan (Italië)
- Groningen (Nederland)
- Chiba (Japan)
- Plovdiv (Bulgarije)
- İzmir (Turkije)
- Abidjan (Côte d'Ivoire)
- Ulaanbaatar (Mongolië)
- Charkov (Oekraïne)
- Jönköping (Zweden)
- Incheon (Zuid-Korea)
- Saarland (Duitsland)
- Łódź (Polen)
- Rio de Janeiro (Brazilië)
- Dallas (Verenigde Staten)
- Orange County (Californië) (Verenigde Staten)
- Amazonas (Brazilië)
- Hải Phòng (Vietnam)
- Turku (Finland)
- Mar del Plata (Argentinië)
- Clarence Center (Verenigde Staten)
- Thessaloniki (Griekenland)
- Namp'o (Noord-Korea)
- Hawaï (Verenigde Staten)
- Oost-Java (Indonesië)
- Montevideo (Uruguay)
- Chicago (Verenigde Staten)
- Phnom Penh (Cambodja)
- Pyongyang (Noord-Korea)
- Busan (Zuid-Korea)
- Seoel (Zuid-Korea)
- Wellington (Nieuw-Zeeland)

## Geboren in Tianjin
- Huo Yuanjia (1867-1910), wushu-meester
- Eric Liddell (1902-1945), Schots atleet en rugbyer
- Ai Xia (1912-1934), actrice
- John Hersey (1914-1993), Amerikaans schrijver en journalist
- Yi-fu Tuan (1930-2022), Chinees-Amerikaans geograaf
- Tian Jia (1981), beachvolleyballer
- Chen Yibing (1984), turner